# Campanula leucantha
Campanula leucantha är en klockväxtart som beskrevs av Alexander Gilli. Campanula leucantha ingår i släktet blåklockor, och familjen klockväxter. Inga underarter finns listade i Catalogue of Life.